# Edmond Prieur
Pour les articles homonymes, voir Prieur (homonymie).
 (mai 2008).
Si vous disposez d'ouvrages ou d'articles de référence ou si vous connaissez des sites web de qualité traitant du thème abordé ici, merci de compléter l'article en donnant les références utiles à sa vérifiabilité et en les liant à la section « Notes et références ».
Edmond Prieur, né le 21 juin 1881 à Saint-Nazaire (Loire-Inférieure) et mort le 10 juillet 1955 à Nantes, est un homme politique français, maire de Nantes de 1940 à 1941.

## Biographie
Officier de santé à Nantes, il se présente aux élections municipales de 1929 et est élu 11e adjoint dans la municipalité Cassegrain. De nouveau candidat aux élections de 1935, pour la SFIO, il devient premier adjoint dans la municipalité Pageot, exerçant les fonctions d'administrateur des hospices et de Président du Bureau de bienfaisance.
À la suite de la démission d'Auguste Pageot, acceptée par le préfet le 23 décembre 1940, il est nommé maire de Nantes par ce dernier, fonction qu'il accepte et qu'il occupe jusqu'au 1er mars 1941.
Au lendemain de la Seconde Guerre mondiale, il devient président de l'œuvre des garderies scolaires de la ville.

## Hommages
- Rue Edmond-Prieur à Nantes (quartier Viarme-Talensac)